# Carlos Parteli Keller
Carlos Parteli Keller (Rivera, 8 de març de 1910 – Montevideo, 26 de maig de 1999) va ser un sacerdot catòlic uruguaià, bisbe de Tacuarembó (1960–1966), i el quart arquebisbe de Montevideo entre els anys 1976 i 1985.
Va postular la seva tesi doctoral Pecat estructural: una estructura avançada. Va ser molt criticat pels sectors més conservadors de l'església catòlica i pel règim militar de Juan María Bordaberry Arocena.
El 1985, Parteli va presentar la seva renúncia al càrrec d'arquebisbe. Va morir a Montevideo el 1999 als 89 anys.